# Напівавтоматичне керування на лінії прицілювання
Напівавтоматичне керування на лінії прицілювання (англ. Semi-automatic command to line of sight, SACLOS) — метод наведення ракет, що полягає в безперервному наведенні прицілу на ціль під час польоту ракети. Електроніка у прицілі і ракеті направляє її на ціль.
Пристрої SACLOS працюють з використання одного з цих методів: керування по дротах (або радіокерування), або керування по променю.

## Керовані по дротах та радіокеровані SACLOS
У SACLOS з дротяним або радіо-наведенням прицільний пристрій обчислює кутову різниці між позицією пуску ракети і розташуванням цілі. Потім він передає електронні вказівки ракеті, яка коригує політ для польоту по прямій лінії від прицілу до цілі. Більшість протитанкових систем SACLOS, таких як Milan та TOW, використовують стробоскоп або спалахи (світлові: інфрачервоні (ІЧ) або ультрафіолетові (UV)) у задній частині ракети, які фіксує спеціальний сенсор на пусковій установці для фіксації траєкторії польоту ракети. Пускова установка має камеру стеження з двома лінзами. Одна лінза з широким полем зору, що дозволяє знайти і «зафіксувати» ракету поблизу центру лінії прицілювання одразу після запуску, а друга лінза з вузьким полем з автоматичним збільшенням, яка дозволяє провести точнішу настройку відстеження. У більшості конфігурацій камера вузького поля зору перетворює зафіксовані яскраві плями — спалахи або стробоскоп ракети — на електричні імпульси. Ці імпульси змінюються, якщо ракета відхиляється від центру огляду, а електроніка автоматично коригує напрям руху ракети.
Коригування передаються по дротам або радіо. Лінії радіозв'язку можна заглушити, і це є їх недоліком. Дротові лінії не можна придушити, але вони мають обмеження у довжині дроту (також це ускладнює стрільбу в лісах), а також не можуть вистрілюватися через водні перешкоди, через замикання дротів. За дротами також можна легко знайти вогневу позицію.
Приклади:
- Керовані по дротах: MILAN, Swingfire, ПТРК Фагот, ПТРК Конкурс, ПТРК Метис, BGM-71 TOW, Bumbar, ENTAC, SS.11
- Радіокеровані: ASM-N-2 Bat, 9K33 «Оса», ПЗРК Javelin (не плутати з ПТРК FGM-148 Javelin)

## Наведення за променем SACLOS
У системах SACLOS з керуванням по променю пускова установка подає сигнал керування напряму на приймач у хвості ракети. Приймач у хвості ракети веде постійний пошук сигналу. Електроніка ракети утримує його у центрі променя.
Цей метод наведення відрізняється від SARH (напівактивного радарного наведення) та SALH (напівактивного лазерного наведення), де ціль підсвічена потужним джерелом опромінення, а головка самонаведення наводиться на відбите від цілі випромінювання.
На перших системах SACLOS джерелом сигналів був радар, через те що повітряна мішень вже була «підсвічена» радаром. Але керована таким чином ракета летить прямо у ціль, що у випадку з швидким літаком зробити дуже складно. Через це більшість зенітних ракет рухаються своїм шляхом до цілі, а не за допомогою променю. Сучасні керовані променем системи використовують лазерні сигнали через те, що вони компактні, мають велику дальність і їх важко виявити і заглушити.
Це є однією з переваг над системою SALH: завдяки детектору променя лазерний випромінювач споживає небагато енергії, через те, що нема потреби постійно підсвічувати ціль, а через те, що приймач «дивиться» назад, система захищена від будь-яких пристроїв, що могли б придушити сигнал. Також перевагою є те, що розташована позаду система наведення не заважає формуванню кумулятивного струменя при зіткнення ракети з ціллю, що покращує ефективність зброї.
Як правило, такі системи не дозволяють використовувати режим «атака згори», або підсвічувати цілі іншим джерелом, крім пускової установки, тому виріб між двома режимами залишається за оператором.
Приклади:
- ZT3 Ingwe
- MSS-1.2
- Starstreak
- RBS-70
- Стугна-П
- Шершень
- 9M133 Корнет
- 9M119 Свірь